# اتحادیه فوتبال سلطنتی بلژیک
اتحادیه سلطنتی فوتبال بلژیک (به فرانسوی: Union royale belge des sociétés de football association، به هلندی: Koninklijke Belgische Voetbalbond، به آلمانی: Königlicher Belgischer Fußballverband) بالاترین نهاد اداره کنندهٔ فوتبال در کشور بلژیک است که در سال ۱۸۹۵ بنا نهاده شد و نه سال پس از آن به عضویت رسمی فیفا درآمد. این نهاد در شهر بروکسل و در نزدیکی ورزشگاه کینگ بودوئن واقع است.
تیم ملی بلژیک و دیگر تیم‌های ملی فوتبال و فوتسال در تمامی رده‌های سنی (مردان و زنان) تحت اداره این نهاد قرار دارند.